# Jai Johanny Johanson

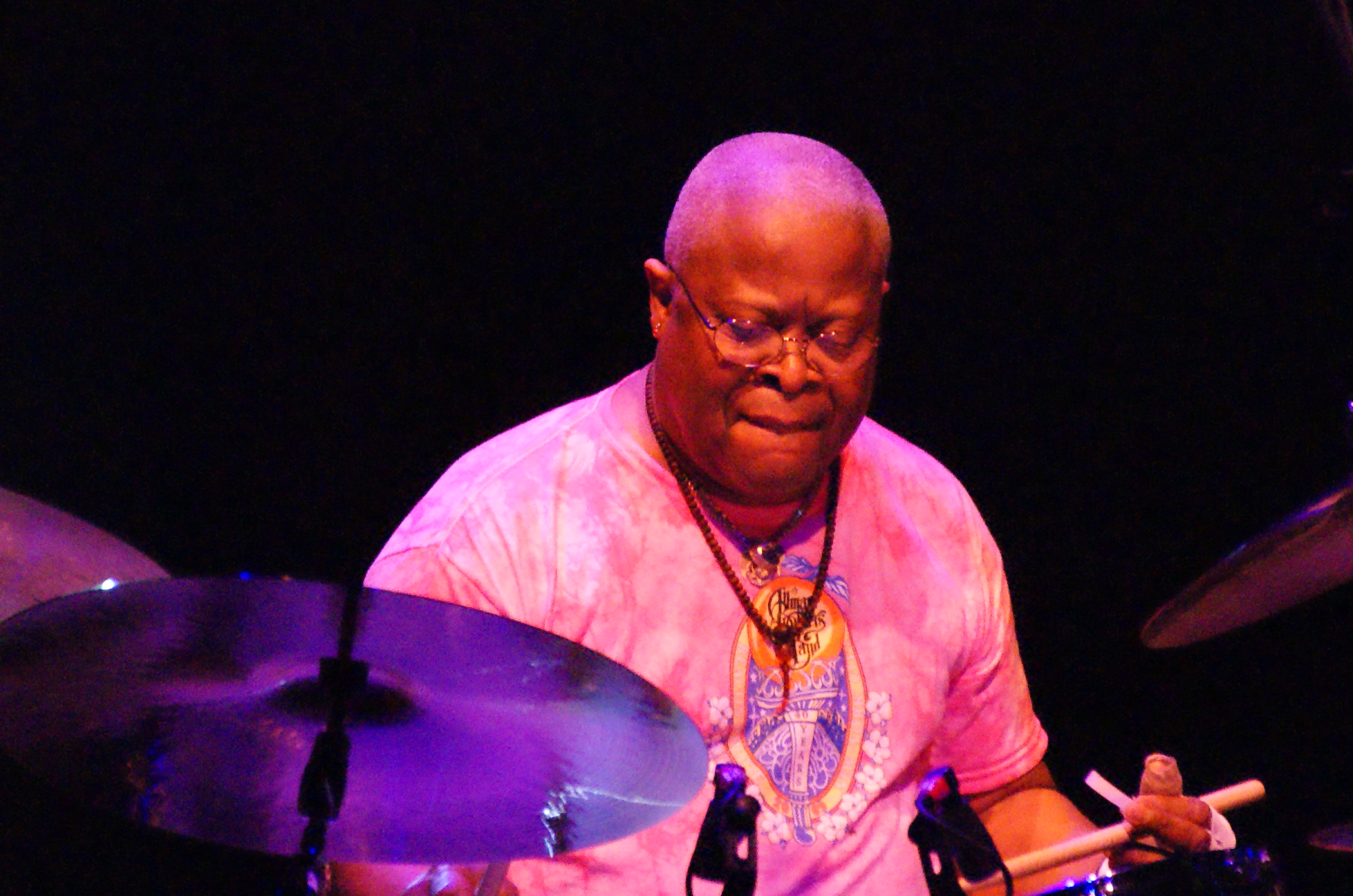
Johanson med Allman Brothers Band 2009.

Jai Johanny Johanson, även känd under artistnamnet Jaimoe, ursprungligen Johnny Lee Johanson, född 8 juli 1944 i Ocean Springs, Mississippi, är en amerikansk trumslagare och percussionist (congas). Han började sin musikerkarriär som turnétrummis åt Otis Redding 1966. Han var med och grundade The Allman Brothers Band 1969, där han tillsammans med Butch Trucks blev en av gruppens två trummisar. Han var med i gruppen under dess framgångsrikaste tid i början av 1970-talet, men gruppen upplöstes 1975, för att kort återbildas 1979. Johanson var inte aktiv som musiker under större delen av 1980-talet. Han har dock varit med igen sedan 1989 och är sedan dess en av nuvarande tre originalmedlemmar i Allman Brothers Band.